# Sam F. Shaw
Sam F. Shaw (* 13. Juni 1946 in den Vereinigten Staaten; † 7. Oktober 2024 in Charleston, South Carolina) war ein US-amerikanischer Toningenieur.

## Leben
Shaw studierte an der Loyola Marymount University und diente beim United States Marine Corps. In den späten 1960er Jahren begann er eine Ausbildung zum Filmeditor, wobei er zunächst an den populären Sitcoms Meine drei Söhne und Family Affair arbeitete. 1969 wechselte er zu Fox, wo er als Toningenieur unter anderem an Fernsehserien wie Doctor Dolittle arbeitete.
Ab 1972 war er als freier Toningenieur für zahlreiche Filmproduktionen tätig. 1976 gründete er sein Unternehmen Sam Shaw Enterprises (SSE). 1979 wurde Shaw gemeinsam mit Robert R. Rutledge, Gordon Davidson, Gene Corso, Derek Ball, Don MacDougall, Bob Minkler, Ray West, Michael Minkler, Les Fresholtz, Richard Portman und Ben Burtt für die Arbeit am Science-Fiction-Film Krieg der Sterne (1977) mit dem BAFTA Film Award für den besten Ton ausgezeichnet. Bei den Arbeiten an Krieg der Sterne hatte es zuvor allerdings Differenzen zwischen Shaw und Ben Burtt gegeben.
Für seine Arbeit an der CBS-Serie Airwolf wurde Shaw 1984 mit dem Emmy in der Kategorie Tonschnitt für eine Serie ausgezeichnet. Zuvor war er dreimal für einen Emmy in der gleichen Kategorie nominiert gewesen.
Später war Shaw unter anderem für Fox und die Universal Studios als Editor und Post Production Supervisor tätig.
Er starb 2024 im Alter von 78 Jahren an den Folgen einer Sepsis.

## Filmografie (Auswahl)
- 1973: Black Snake
- 1973: Harley Davidson 344 (Electra Glide in Blue)
- 1973: Beyond Atlantis
- 1973: Badlands – Zerschossene Träume (Badlands)
- 1974: Spur der Gewalt (Busting)
- 1974: Der Superschnüffler (Freebie and the Bean)
- 1976: Mr. Universum (Stay Hungry)
- 1977: The Death of Richie (Fernsehfilm)
- 1977: Killing Devil – Die gefährlichste Waffe: Ihr Körper (Too Hot to Handle)
- 1977: Verschwörung in Black Oak (Black Oak Conspiracy)
- 1977: Zoltan, Draculas Bluthund (Dracula’s Dog)
- 1977: Krieg der Sterne (Star Wars)
- 1977: Der millionenschwere Landstreicher (The Billion Dollar Hobo)
- 1978: Eine entheiratete Frau (An Unmarried Woman)
- 1978: Gottseidank, es ist Freitag (Thank God It’s Friday)
- 1978: Das verrückte California-Hotel (California Suite)
- 1979: Zwei in Teufels Küche (The In-Laws)
- 1979: Schwingen der Angst (Nightwing)
- 1979: The Wanderers
- 1979: Nur du und ich (Just You and Me, Kid)
- 1979: … und Gerechtigkeit für alle (…And Justice for All)
- 1980: Popeye – Der Seemann mit dem harten Schlag (Popeye)
- 1981: Paranoia (Hell Night)
- 1981: Your Ticket Is No Longer Valid
- 1982–1983: Marco Polo (Miniserie)
- 1982–1983: Die Himmelhunde von Boragora (Tales of the Gold Monkey, Fernsehserie, 14 Episoden)
- 1983: Knight Rider (Fernsehserie, 1 Episode)
- 1983: Dr. Detroit (Doctor Detroit)
- 1984: Airwolf (Fernsehserie, 10 Episoden)
- 1985: Codename: Foxfire (Code Name: Foxfire, Fernsehserie, 1 Episode)
- 1985: Kopfüber in die Nacht (Into the Night)
- 1985: J.O.E. and the Colonel (Fernsehfilm)
- 1986: Blacke’s Magic (Fernsehserie, 2 Episoden)
- 1988: Last Rites
- 1991: Deadly Revenge – Das Brooklyn-Massaker (Out for Justice)
- 1991: Nameless – Total Terminator (Timebomb)